# 青木雅明
青木 雅明（あおき まさあき、1959年3月30日 - ）は、日本の会計学者。東北大学名誉教授、金融庁公認会計士・監査審査会委員。元日本管理会計学会副会長。

## 人物・経歴
宮城県柴田郡出身。1977年宮城県白石高等学校卒業。1983年東北大学経済学部卒業。1988年東北大学大学院経済学研究科博士後期課程単位取得退学、広島修道大学短期大学部専任講師。1989年広島修道大学商学部助教授。1993年青森公立大学経営経済学部助教授。1997年青森公立大学図書館情報センター長、博士（経済学）。2000年東北大学大学院経済学研究科教授。2005年東北大学会計大学院教授。2007年東北大学会計大学院長。2016年日本管理会計学会副会長。2022年金融庁公認会計士・監査審査会常勤委員、東北大学名誉教授。

## 著書
- 『管理会計』同文舘出版 2005年
- 『管理会計演習 : 理論と計算 : 会計大学院教科書』（上埜進と共編著）税務経理協会 2011年
- 『会計専門家からのメッセージ : 大震災からの復興と発展に向けて』（八田進二, 柴健次, 藤沼亜起と共編著）同文舘出版 2011年